# Liste der Baudenkmale im Landkreis Celle
Die Liste der Baudenkmale im Landkreis Celle enthält die nach dem Niedersächsischen Denkmalschutzgesetz geschützten Baudenkmale im niedersächsischen Landkreis Celle.
Der Übersicht und Länge halber ist die Liste nach den Städten und Gemeinden des Landkreises separiert. Diese Einteilung findet sich in der folgenden Tabelle, in der zu jedem Eintrag, soweit möglich, ein exemplarisches Foto eines Baudenkmals aus der jeweiligen Stadt oder Gemeinde zu finden ist.
| Bild | Stadt/Gemeinde      | Karte | Liste                                                | Ortsteile |
| ---- | ------------------- | ----- | ---------------------------------------------------- | --- |
|      | Adelheidsdorf       |       | Liste der Baudenkmale in Adelheidsdorf               | keine Ortsteillisten |
|      | Ahnsbeck            |       | Liste der Baudenkmale in Ahnsbeck                    | keine Ortsteillisten |
|      | Beedenbostel        |       | Liste der Baudenkmale in Beedenbostel                | keine Ortsteillisten |
|      | Bergen              |       | Liste der Baudenkmale in Bergen (Landkreis Celle)    | - Becklingen - Belsen - Bergen - Bleckmar (Dageförde) - Diesten (Huxahl) - Dohnsen (Siddernhausen, Wohlde) - Eversen (Feuerschützenbostel, Kohlenbach) - Hagen - Hassel - Nindorf (Widdernhausen) - Offen (Bollersen, Katensen) - Sülze - Wardböhmen (Hoope, Sehlhof) |
|      | Bröckel             |       | Liste der Baudenkmale in Bröckel                     | - Bröckel - Weghaus |
|      | Celle               |       | Liste der Baudenkmale in Celle                       | - Historische Altstadt - Altstadt und Blumlage - Außenbereiche |
|      | Eicklingen          |       | Liste der Baudenkmale in Eicklingen                  | - Groß Eicklingen - Klein Eicklingen - Paulmannshavekost - Sandlingen - Schepelse |
|      | Eldingen            |       | Liste der Baudenkmale in Eldingen                    | - Bargfeld - Eldingen - Heese - Hohnhorst - Wohlenrode |
|      | Eschede             |       | Liste der Baudenkmale in Eschede                     | - Dalle - Endeholz - Eschede - Habighorst - Höfer - Kragen - Marwede - Rebberlah - Scharnhorst - Starkshorn - Weyhausen |
|      | Faßberg             |       | Liste der Baudenkmale in Faßberg                     | - Faßberg - Gerdehaus - Hankenbostel - Müden - Niederohe - Poitzen - Schmarbeck |
|      | Hambühren           |       | Liste der Baudenkmale in Hambühren                   | - Oldau - Rixförde |
|      | Hohne               |       | Liste der Baudenkmale in Hohne                       | keine Ortsteillisten |
|      | Lachendorf          |       | Liste der Baudenkmale in Lachendorf                  | - Jarnsen - Lachendorf |
|      | Langlingen          |       | Liste der Baudenkmale in Langlingen                  | - Hohnebostel - Langlingen - Wiedenrode |
|      | Lohheide            |       | Liste der Baudenkmale in Lohheide                    | keine Ortsteillisten |
|      | Nienhagen           |       | Liste der Baudenkmale in Nienhagen (Landkreis Celle) | keine Ortsteillisten |
|      | Südheide (Gemeinde) |       | Liste der Baudenkmale in Südheide (Gemeinde)         | - Altensothrieth - Backeberg - Barmbostel - Baven - Beckedorf - Bonstorf - Dehningshof - Hermannsburg - Hetendorf - Hiesterhof - Hof Grauen - Lutter - Lutterloh - Misselhorn - Neuensothrieth - Oldendorf - Schlüpke - Siedenholz - Unterlüß - Weesen                |
|      | Wathlingen          |       | Liste der Baudenkmale in Wathlingen                  | - Papenhorst - Wathlingen |
|      | Wienhausen          |       | Liste der Baudenkmale in Wienhausen                  | - Bockelskamp - Flackenhorst - Nordburg - Offensen - Oppershausen - Schwachhausen - Wienhausen |
|      | Wietze              |       | Liste der Baudenkmale in Wietze                      | - Hornbostel - Jeversen - Wieckenberg - Wietze |
|      | Winsen (Aller)      |       | Liste der Baudenkmale in Winsen (Aller)              | - Bannetze - Hartmannshausen - Holtau - Meißendorf - Stedden - Südwinsen - Sunder - Thören - Walle - Winsen - Wittbeck - Wolthausen |